# Sedum moranense
Sedum moranense, conocido comúnmente como cordoncillo, chisme o jaspalache, es una especie de planta de la familia de las crasuláceas, nativa de México.

## Descripción, distribución y hábitat
Sedum moranense es un pequeño subarbusto glabro. Los tallos son rastreros o colgantes de hasta 20 cm de largo, muy ramificados; en la planta joven son verdes, después se van tornando marrones o rojizos. Las hojas son densamente imbricadas, ovadas y suculentas, de unos 3 mm de largo y grueso. La inflorescencia es una cima cincinada con una o pocas flores blancas a blanco-rojizas, pentámeras, sésiles o sobre pedicelos cortos. El fruto es un folículo rojizo que contiene pocas semillas oblongas a piriformes, densamente papilosas, de alrededor de 0.5 mm de diámetro.
Sedum moranense es una especie nativa de México, donde se distribuye por los estados de Coahuila a Jalisco y Veracruz. Habita principalmente en sitios rocosos de bosques y matorrales, también como planta ruderal, en regiones de clima subalpino a semiárido. Se reporta asimismo con distribución secundaria en Colombia.

## Taxonomía
Sedum moranense fue descrita en 1823 por Carl Sigismund Kunth en Nova Genera et Species Plantarum (quarto ed.) 6: 37.

### Etimología
Sedum: nombre genérico del latín que, en épocas romanas, designaba ciertas especies de la familia Crassulaceae (Sempervivum tectorum, Sedum album y Sedum acre), y usado, entre otros, por Plinio el Viejo en su Historia Naturalis (18, 159).
moranense: epíteto geográfico que se refiere a la Mina de Morán, en Mineral del Monte, cerca de donde Humboldt y Bonpland realizaron la colecta de esta y otras especies.

### Taxones intraespecíficos
- Sedum moranense subsp. grandiflorum R.T.Clausen[4]

### Sinonimia
- Sedum arboreum Mast.
- Sedum submontanum Rose[4]

## Usos
Como muchas especies de su familia, Sedum moranense es popular en jardinería. Puede propagarse vegetativamente a partir de las ramillas. Es una planta de bajo mantenimiento, tolerante al sol, al calor, al frío y a la falta de riego. Por lo mismo, es adecuada también como elemento en techos verdes en regiones de clima templado.